# Цемношиє
Цемношиє (пол. Ciemnoszyje) — село в Польщі, у гміні Граєво Ґраєвського повіту Підляського воєводства.
Населення — 229 осіб (2011).
У 1975-1998 роках село належало до Ломжинського воєводства.

## Демографія
Демографічна структура станом на 31 березня 2011 року:
|          | Загалом | Допрацездатний вік | Працездатний вік | Постпрацездатний вік |
| -------- | ------- | ------------------ | ---------------- | -------------------- |
| Чоловіки | 112     | 24                 | 72               | 16                   |
| Жінки    | 117     | 26                 | 62               | 29                   |
| Разом    | 229     | 50                 | 134              | 45                   |